# Salle Jean-Marie-Vanpoulle
 (mars 2025).
La Salle Jean-Marie Vanpoulle est une salle multi-sports ouverte en 1995 à Cambrai.

## Caractéristiques
Il est principalement utilisé aujourd'hui pour accueillir des matches de volleyball, de handball, de basket-ball et de hockey en salle. Sa capacité maximale est de 1 400 spectateurs.

## Clubs résidents
Les clubs du Cambrai Hockey Club et du Cambrai Volley-Ball occupent actuellement la salle.